# McCarthy Ridge
McCarthy Ridge är en bergstopp i Antarktis. Den ligger i Östantarktis. Nya Zeeland gör anspråk på området. Toppen på McCarthy Ridge är 590 meter över havet.
Terrängen runt McCarthy Ridge är lite bergig. Trakten är obefolkad. Det finns inga samhällen i närheten.